# 天鵝座V1773
天鵝座V1773，又名BD+45 3139，HD 193536、SAO 49462、HR 7777，是天鵝座的一颗恒星，视星等为6.45，位于銀經82.82，銀緯5.8，其B1900.0坐标为赤經20h 15m 37.2s，赤緯+46° 5.8′ 31″。